# Frauen-Bundesliga 2016-2017
La Frauen-Bundesliga 2016-2017, ufficialmente Allianz Frauen-Bundesliga per motivi di sponsorizzazione, è stata la 27ª edizione della massima divisione del campionato tedesco femminile di calcio. Il campionato è iniziato il 3 settembre 2016 e si è concluso il 21 maggio 2017. Il Wolfsburg ha conquistato il titolo di campione di Germania per la terza volta nella sua storia sportiva.

## Stagione

### Novità
Dalla Frauen-Bundesliga 2015-2016 sono stati retrocessi in 2. Frauen-Bundesliga il Werder Brema e il Colonia, tornati nel livello inferiore dopo essere stati appena promossi al termine della stagione 2014-2015, mentre dalla 2. Frauen-Bundesliga sono stati promossi il MSV Duisburg, vincitrice del girone Nord e tornata subito al campionato di vertice dopo una sola stagione, e il Borussia Mönchengladbach, vincitrice del girone Sud e alla sua prima esperienza in Frauen-Bundesliga.

### Formula
Le 12 squadre si affrontano in un girone all'italiana con partite di andata e ritorno, per un totale di 22 giornate. La squadra prima classificata è campione di Germania, mentre le ultime due classificate retrocedono in 2. Frauen-Bundesliga. Le prime due classificate sono ammesse alla UEFA Women's Champions League.

## Squadre partecipanti
| Club                | Stagione | Città                 | Stadio                   | Stagione 2015-2016                    |
| ------------------- | -------- | --------------------- | ------------------------ | ------------------------------------- |
| 1. FFC Francoforte  | dettagli | Francoforte sul Meno  | Stadion am Brentanobad   | 3º posto in Frauen-Bundesliga         |
| Bayer Leverkusen    | dettagli | Leverkusen            | Ulrich-Haberland-Stadion | 10º posto in Frauen-Bundesliga        |
| Bayern Monaco       | dettagli | Monaco di Baviera     | Grünwalder Stadion       | Campione di Germania                  |
| Borussia M'gladbach | dettagli | Mönchengladbach       | Grenzlandstadion         | 1º posto in 2. Frauen-Bundesliga Sud  |
| Friburgo            | dettagli | Friburgo in Brisgovia | Möslestadion             | 4º posto in Frauen-Bundesliga         |
| Hoffenheim          | dettagli | Hoffenheim            | Dietmar-Hopp-Stadion     | 8º posto in Frauen-Bundesliga         |
| Jena                | dettagli | Jena                  | Ernst-Abbe-Sportfeld     | 6º posto in Frauen-Bundesliga         |
| MSV Duisburg        | dettagli | Duisburg              | PCC-Stadion              | 1º posto in 2. Frauen-Bundesliga Nord |
| Sand                | dettagli | Willstätt             | Kühnmattstadion          | 9º posto in Frauen-Bundesliga         |
| SGS Essen           | dettagli | Essen                 | Stadion Essen            | 5º posto in Frauen-Bundesliga         |
| Turbine Potsdam     | dettagli | Potsdam               | Karl-Liebknecht-Stadion  | 7º posto in Frauen-Bundesliga         |
| Wolfsburg           | dettagli | Wolfsburg             | AOK Stadion              | 2º posto in Frauen-Bundesliga         |

## Classifica finale
Fonte: sito ufficiale
|  | Pos. | Squadra             | Pt | G  | V  | N | P  | GF | GS | DR  |
|  | ---- | ------------------- | -- | -- | -- | - | -- | -- | -- | --- |
|  | 1.   | Wolfsburg           | 54 | 22 | 17 | 3 | 2  | 56 | 14 | +42 |
|  | 2.   | Bayern Monaco       | 52 | 22 | 17 | 1 | 4  | 36 | 15 | +21 |
|  | 3.   | Turbine Potsdam     | 50 | 22 | 16 | 2 | 4  | 42 | 16 | +26 |
|  | 4.   | Friburgo            | 47 | 22 | 14 | 5 | 3  | 45 | 20 | +25 |
|  | 5.   | 1. FFC Francoforte  | 37 | 22 | 10 | 7 | 5  | 40 | 28 | +12 |
|  | 6.   | SGS Essen           | 32 | 22 | 9  | 5 | 8  | 38 | 30 | +8  |
|  | 7.   | Hoffenheim          | 30 | 22 | 9  | 3 | 10 | 23 | 23 | 0   |
|  | 8.   | Sand                | 27 | 22 | 8  | 3 | 11 | 29 | 23 | +6  |
|  | 9.   | Jena                | 17 | 22 | 5  | 2 | 15 | 19 | 34 | -15 |
|  | 10.  | MSV Duisburg        | 16 | 22 | 4  | 4 | 14 | 19 | 49 | -30 |
|  | 11.  | Bayer Leverkusen    | 9  | 22 | 2  | 3 | 17 | 16 | 53 | -37 |
|  | 12.  | Borussia M'gladbach | 6  | 22 | 2  | 0 | 20 | 8  | 66 | -58 |

Legenda:
      Campione di Germania e ammessa alla UEFA Women's Champions League 2017-2018
      Ammessa alla UEFA Women's Champions League 2017-2018
      Retrocesse in 2. Frauen-Bundesliga
Note:
Tre punti a vittoria, uno a pareggio, zero a sconfitta.

## Risultati
|                     | Fra  | BaL  | BaM  | BoM  | Fri  | Hof  | Jen  | MSV  | San  | SGS  | Tur  | Wol  |
| ------------------- | ---- | ---- | ---- | ---- | ---- | ---- | ---- | ---- | ---- | ---- | ---- | ---- |
| 1. FFC Francoforte  | –––– | 4-2  | 4-2  | 8-0  | 1-1  | 1-3  | 2-1  | 1-0  | 3-1  | 2-2  | 1-1  | 1-5  |
| Bayer Leverkusen    | 2-2  | –––– | 0-1  | 2-1  | 1-3  | 0-1  | 0-2  | 0-0  | 0-3  | 1-5  | 1-2  | 1-8  |
| Bayern Monaco       | 1-0  | 1-0  | –––– | 1-0  | 1-1  | 2-0  | 2-1  | 3-1  | 1-0  | 2-0  | 1-2  | 1-2  |
| Borussia M'gladbach | 0-2  | 2-1  | 0-3  | –––– | 0-4  | 0-4  | 0-3  | 1-3  | 0-1  | 0-3  | 1-3  | 1-2  |
| Friburgo            | 0-0  | 2-1  | 2-3  | 4-0  | –––– | 0-0  | 2-1  | 5-0  | 2-1  | 4-2  | 2-1  | 2-0  |
| Hoffenheim          | 2-2  | 3-1  | 0-1  | 3-0  | 1-2  | –––– | 1-0  | 1-0  | 1-0  | 1-1  | 0-3  | 1-2  |
| Jena                | 0-1  | 1-1  | 0-1  | 1-0  | 0-2  | 0-1  | –––– | 1-0  | 0-3  | 0-4  | 0-2  | 1-2  |
| MSV Duisburg        | 1-2  | 0-1  | 0-1  | 2-1  | 3-3  | 1-0  | 3-1  | –––– | 3-3  | 0-3  | 1-2  | 0-3  |
| Sand                | 1-0  | 2-0  | 2-0  | 0-1  | 2-3  | 1-0  | 3-0  | 6-6  | –––– | 0-1  | 0-1  | 0-0  |
| SGS Essen           | 0-3  | 7-1  | 0-3  | 3-0  | 1-0  | 1-0  | 1-4  | 1-1  | 1-1  | –––– | 1-1  | 0-2  |
| Turbine Potsdam     | 3-0  | 1-0  | 0-4  | 5-0  | 0-1  | 1-0  | 1-0  | 8-0  | 1-0  | 2-0  | –––– | 1-3  |
| Wolfsburg           | 0-0  | 2-0  | 2-0  | 8-0  | 1-0  | 4-0  | 2-2  | 2-0  | 4-1  | 2-1  | 0-1  | –––– |

## Statistiche

### Classifica marcatrici
Fonte: sito ufficiale
| Gol | Rigori |  | Giocatore        | Squadra            |
| --- | ------ |  | ---------------- | ------------------ |
| 19  | 2      |  | Mandy Islacker   | 1. FFC Francoforte |
| 14  |        |  | Vivianne Miedema | Bayern Monaco      |
| 12  |        |  | Hasret Kayikçi   | Friburgo           |
| 11  | 1      |  | Lina Magull      | Friburgo           |
| 10  |        |  | Tabea Kemme      | Turbine Potsdam    |
| 8   |        |  | Alexandra Popp   | Wolfsburg          |
| 8   |        |  | Lea Schüller     | SGS Essen          |
| 7   |        |  | Nina Burger      | Sand               |
| 7   |        |  | Svenja Huth      | Turbine Potsdam    |